# Guy Hermier
Guy Hermier, né le 22 février 1940 à Créteil (Seine) et mort le 28 juillet 2001 à Marseille (Bouches-du-Rhône), est un homme politique français.

## Biographie

### Origines, jeunesse et études
Guy Hermier est né à Créteil dans le Val-de-Marne le 22 février 1940. Son père est plombier-couvreur, sa mère commerçante. Sa famille refuse le service du travail obligatoire imposé par l'occupant allemand et part se fixer dans la zone libre, à proximité d'Oradour-sur-Glane. Après la guerre, la famille s'installe à Nîmes.
Il entre à l'École normale en 1958, date à laquelle il adhère au Parti communiste français.
Poursuivant des études en lettres à Montpellier, il obtient une licence de lettres. Il milite à l'Union nationale des étudiants de France (UNEF) et devient président de la « corporation » de lettres en 1962.
Il est agrégé de lettres modernes en 1972.

### Vie politique au sein du Parti Communiste Français
Dirigeant local de l'Union des étudiants communistes (UEC), puis national en 1963, il est du côté de la direction du parti lors de la crise qui secoue cette organisation au début des années 1960. Avec le soutien de Roland Leroy, Guy Hermier est élu au poste de secrétaire général de l'UEC, qu'il occupe de 1965 à 1967.
Devenu permanent du parti, il entre alors au comité central, puis au bureau politique en 1972. Parallèlement, il a repris ses études et obtient, cette même année, l'agrégation de lettres. Il est alors affecté au Lycée de Dijon. Il milite quelque temps dans cette ville, étant notamment candidat pour le PCF aux élections législatives de 1973, avant de rejoindre les Bouches-du-Rhône pour occuper le siège de député de la 4e circonscription, celui du charismatique François Billoux, ancien ministre du Général De Gaulle.
Il est élu député de ce département en 1978, succédant à François Billoux, et il est réélu sans discontinuer jusqu'en 1997.
Au niveau national, il est investi au Centre d'études et de recherches marxistes, puis à l'Institut Maurice-Thorez, il est ensuite, en 1976 responsable de la jeunesse et de l'enfance pour le bureau politique, et enfin responsable du « secteur des intellectuels et de la culture » de 1979 à 1987.
Aux élections législatives de 1973, Guy Hermier est le candidat du Parti communiste français dans la première circonscription de Dijon. Il ne parvient pas à être élu en obtenant 9 666 voix sur 78 109 inscrits.

### Leader communiste à Marseille
Dans une lettre publique, publiée dans l'Humanité le 13 juillet 1977, François Billoux, député de la 4e circonscription des Bouches-du-Rhône (14e, 15e et 16e arrondissements de Marseille), annonce qu'il renonce à son mandat de député et qu'il « transmet le flambeau » à Guy Hermier, qu'il aidera à défendre son siège pour les élections législatives de mars 1978. François Billoux décède en janvier 1978. Néanmoins, Guy Hermier est élu député dès le premier tour avec 31 283 voix sur 76 126 inscrits.
Il est le chef de file des communistes marseillais pendant les années 1980 et 1990 : réélu député en 1981, il devient conseiller municipal de Marseille à partir de 1983, face à Gaston Defferre. Tête de liste PCF aux législatives de 1986, réélu ensuite en 1988, 1993 et 1997, il devient à partir de 1995 maire des 15e et 16e arrondissements de Marseille (8e secteur). Chargé du secteur intellectuel du PCF, il lance en 1980 l'hebdomadaire Révolution appelé, dans un contexte de crise, à remplacer l'hebdomadaire France Nouvelle et le mensuel La Nouvelle critique. Avec Charles Fiterman, numéro deux du Parti, il bascule dans la contestation interne et devient rapidement le chef de file du mouvement des « refondateurs ».
À Paris, il fait progressivement entendre sa différence au sein des instances dirigeantes. En 1991, il se prononce officiellement en faveur d'une refondation du PCF : « Face aux bouleversements considérables en Union soviétique, et aux questions totalement inédites que cela pose, il y a une nécessité urgente d'impulser un effort de réflexion qui permette de construire dans la vie d'aujourd'hui l'identité communiste moderne. »
Il décède prématurément d'un cancer en 2001, à l'âge de 61 ans. Ses obsèques à Marseille rassemblent des « milliers de personnes ».

## Hommages
Politique
- François HOLLANDE, ancien Président de la République: "Inlassable promoteur de l'identité communiste et du rassemblement des forces de progrès, sa disparition est ressentie comme une perte cruelle pour la gauche toute entière".[8]
- Lionel JOSPIN, ancien Premier Ministre: "Ses choix, son itinéraire ont aussi été inspirés par le goût du débat au sein de son parti.La majorité perd un compagnon de toutes les luttes, qui a été associé à toutes les étapes de la vie de la gauche". " Guy HERMIER était un homme de forte conviction, profondément attaché aux engagements et aux valeurs qui ont guidé sa vie de militant et d'élu."[9]
- Jean-Claude GAUDIN, maire de Marseille :" Élu constamment à l'Assemblée Nationale depuis 1978, Guy HERMIER s'était imposé progressivement comme la véritable figure emblématique de la gauche à Marseille" "C'est pour moi un honorable adversaire qui disparaît, un homme avec lequel on s'affrontait face à face sans craindre les coups bas ou les petites combines, un élu qui plaçait son action dans la seule recherche du bien commun"[10].
- Michel VAUZELLE: "C'était un homme d'une grande culture et d'une grande intelligence, extrêmement attentif à l'évolution de la société et à l'avenir des populations les plus modestes, je pense aux habitants des quartiers nord.Il était très aimé et très respecté. Il symbolisait l'évolution du PCF".[11]
- Catherine TASCA, ancien Ministre, ancienne sénatrice: " Guy HERMIER était un homme de grande conviction et un exemple d'engagement, respecté de ses adversaires et très apprécié par la gauche toute entière." "Le mérite de cet agrégé de lettres modernes a été de conjuguer intégrité politique et volonté de construire un communisme moderne." "Que ce soit comme député, maire de secteur de Marseille ou conseiller régional, Guy HERMIER a toujours pensé et agi en homme de culture et de dialogue, au service du progrès et de la liberté d'expression."[12]
- Jack Ralite, ancien ministre, ancien sénateur-marie d'Aubervilliers :« Guy dans l'aventure politique communiste, dans l'aventure de Marseille dont il sut mettre avec générosité le peuple dans la confidence, dans l'aventure de sa vie personnelle qui a été une rencontres d'âmes, a toujours voulu créer les meilleures conditions de s'associer à la pensée d'autrui, de découvrir la plus intime altérité. Tout cela se condense en deux mots: il avait une rectitude lumineuse »[13].
- Patrick BRAOUZEC, conseiller métropolitain, ancien député-maire:" Guy HERMIER était un homme vrai, un homme intègre, un homme de courage et de cœur qui de "Refondations" à "Futurs", en passant par ses responsabilités au sein du PCF ou de son travail parlementaire n'a eu de cesse d'ouvrir toutes les brèches, créant les conditions du rassemblement, permettant une vraie transformation sociale, durable et humaine."[8]

Culturel
- Raymond JEAN, écrivain:"Guy HERMIER a représenté ce que j'ai toujours cherché. (...) Une démarche politique, mais en même temps une démarche intellectuelle. Je l'ai toujours senti proche de la littérature et de toutes les formes de culture. Impression de réellement travailler ensemble, et d'avancer toujours. Vers quoi? Ce qui aurait pu être le présent et l'avenir d'un communisme vraiment rénové. Guy Hermier représentera toujours cette marche en avant."[14]
- Jean-Pierre DANIEL, cinéaste: "Un véritable créateur politique, homme au travail, homme élégant, joyeux et amoureux, interrogeant le monde d'aujourd'hui et son devenir à partir de l'expérience concrète du peuple de cette ville.Guy Hermier a ouvert tous les chantiers importants de notre vie ici, tracé les perspectives (...). Il était guidé par l’exigence du travail intellectuel, l'immuable concret des choses et des hommes, la force de la création scientifique et artistique la plus rare. Il aimait Aragon et Robespierre, il aimait l'Estaque et ses habitants."[15]
- Richard Martin, directeur du théâtre Toursky: "Marseille perd l'un de ses hommes les plus authentiques. Les marseillais perdent un défenseur fervent."Je tiens avec toute l'équipe de l'Odyssée 2001[16] à lui dédier ce projet de paix et de fraternité, porteur de valeurs pour lesquelles il a combattu toute sa vie."[17]

## Mandats électifs
- 12/03/1978 - 22/05/1981 : député des Bouches-du-Rhône
- 14/06/1981 - 01/04/1986 : député des Bouches-du-Rhône
- 16/03/1986 - 14/05/1988 : député des Bouches-du-Rhône
- 12/06/1988 - 01/04/1993 : député des Bouches-du-Rhône
- 28/03/1993 - 21/04/1997 : député des Bouches-du-Rhône
- 01/06/1997 - 28/07/2001 : député des Bouches-du-Rhône
- 03/1995 - 07/2001: maire des 15e et 16e arrondissements de Marseille